# Piața 1 Decembrie 1918 din Botoșani
Piața 1 decembrie 1918 din Botoșani este un ansamblu de monumente istorice aflat pe teritoriul municipiului Botoșani.